# Enrique Líster
Enrique Líster Forján, nacido Jesús Liste Forján, (Ameneiro, La Coruña, 21 de abril de 1907 - Madrid, 8 de diciembre de 1994) fue un político y militar español de ideología comunista, afiliado al Partido Comunista de España (PCE). Participó en la guerra civil española como oficial del Ejército Popular de la República y alcanzó el grado de mayor general del Ejército Rojo de la URSS durante la Segunda Guerra Mundial. Combatió en importantes acciones de ambas guerras, como la batalla del Ebro o la ofensiva de Leningrado-Nóvgorod. Obtuvo una de las más altas condecoraciones de la Unión Soviética, la Orden de la Bandera Roja.

## Biografía

### Comienzos
Enrique Líster nació el 21 de abril de 1907 en la aldea de Ameneiro, parroquia de San Juan de Calo, en el municipio de Teo, provincia de La Coruña. Siendo cantero de profesión en su Galicia natal. En 1919, cuando solo tenía doce años, emigró a Cuba acompañando a su padre, donde comenzó trabajando en una bodega en La Habana, regresó a España en 1925, momento en el que ingresó en el Partido Comunista de España, iniciando así su actividad militante. Participó activamente en las luchas de los trabajadores agrarios gallegos y se convirtió rápidamente en un importante activista sindical, en el difícil contexto del pistolerismo patronal contra los sindicatos en la fase final de la dictadura de Primo de Rivera.

### Estancia en la URSS
Proclamada la República, por su condición de cuadro destacado del PCE fue enviado a la URSS para cursar estudios de formación política en la Academia Lenin (Academia Político-Militar V. I. Lenin de la Komintern en Moscú, especializada en la formación política de los oficiales de todas las Fuerzas Armadas). También recibió formación militar en la Academia Militar Frunze, nombrada así en honor de Mijaíl Frunze, y donde las asignaturas se basaban en disciplina operacional-táctica, marxismo-leninismo, historia y trabajo político del Partido, historia del arte militar y de la guerra, lenguas extranjeras y otras secciones de investigación científica. 
Durante su periodo formativo en la URSS formó parte de una brigada de trabajadores encargada de la construcción del metro de Moscú, siendo muy apreciada su experiencia como cantero en su juventud. Tal como señala Ramón Salas Larrazábal, su paso por la capital soviética lo modeló como un revolucionario profesional. Su formación se desarrolló en tres períodos:

"...El primero de activista, en la Academia Lenin, el segundo en la dura lucha en el mundo del trabajo, como obrero en las obras del Metro, a las que se había dado un exaltado tono de tensión heroica, de piedra de toque, de la capacidad creadora del proletariado dirigido por la vanguardia ideológica del partido comunista; el tercero, ya templado su espíritu y su cuerpo, en el servicio al partido, en la academia militar Frunze, de donde saldrá hecho un auténtico oficial..."
Historia del Ejército Popular de la República

Durante su período de formación como oficial en Frunze, el Ejército Rojo tenía desde el otoño de 1932 la primera gran unidad acorazada del mundo: un cuerpo mecanizado. Esto era un avance importante si se considera que Alemania no formó su primera división Panzer hasta tres años después. Líster se especializa allí en la prestación del servicio militar.

### La Segunda República Española
A su regreso a España, Enrique Líster se integró en el comité restringido que operaba sobre cuestiones militares y que el PCE había formado ante el creciente peligro de un golpe de Estado contra la joven República. Así, junto con Juan Modesto Guilloto y otros militares comunistas y republicanos, integró la dirección de las Milicias Antifascistas Obreras y Campesinas (MAOC), que funcionaron como fuerza armada de choque del PCE. 
La revolución de octubre de 1934 fracasa debido a la decisiva y firme posición del Gobierno. El aparato puesto en marcha por comunistas como Trifón Medrano, Juan Modesto o el propio Líster partía de una concepción netamente antimilitarista. Tras ganar las elecciones de febrero de 1936 el Frente Popular, se aceleraron los planes golpistas de la clandestina Unión Militar Española (UME), lo cual aumentó la importancia de las actividades de las MAOC y del propio Líster.

### Guerra civil española
En la fase inicial de la guerra civil española, Líster tuvo un papel muy destacado en la organización del Quinto Regimiento en Madrid, la primera escuela militar para formación de milicianos que se había establecido en un convento socializado de la madrileña calle de Francos Rodríguez. El 20 de septiembre de 1936 asumió la jefatura del Quinto Regimiento, en sustitución de Enrique Castro Delgado.
Antes de finalizar el mes de julio de 1936 marchó a los combates en la Sierra de Guadarrama, donde destacó por su liderazgo. allí su experiencia técnica y capacidad organizativa fueron determinantes para su rápido ascenso por méritos de guerra. Participó en posteriores combates en el Valle del Tajo, en Toledo y en el suroeste de Madrid. Tras la militarización de las unidades de voluntarios y la creación del Ejército Popular de la República, Líster se convirtió en el comandante de la 1.ª Brigada Mixta del Ejército Popular, teniendo a su lado un oficial soviético como asesor. Durante el transcurso de la guerra alcanzaría la graduación de mayor de Milicias, máximo rango para los procedentes de la escala no profesional.

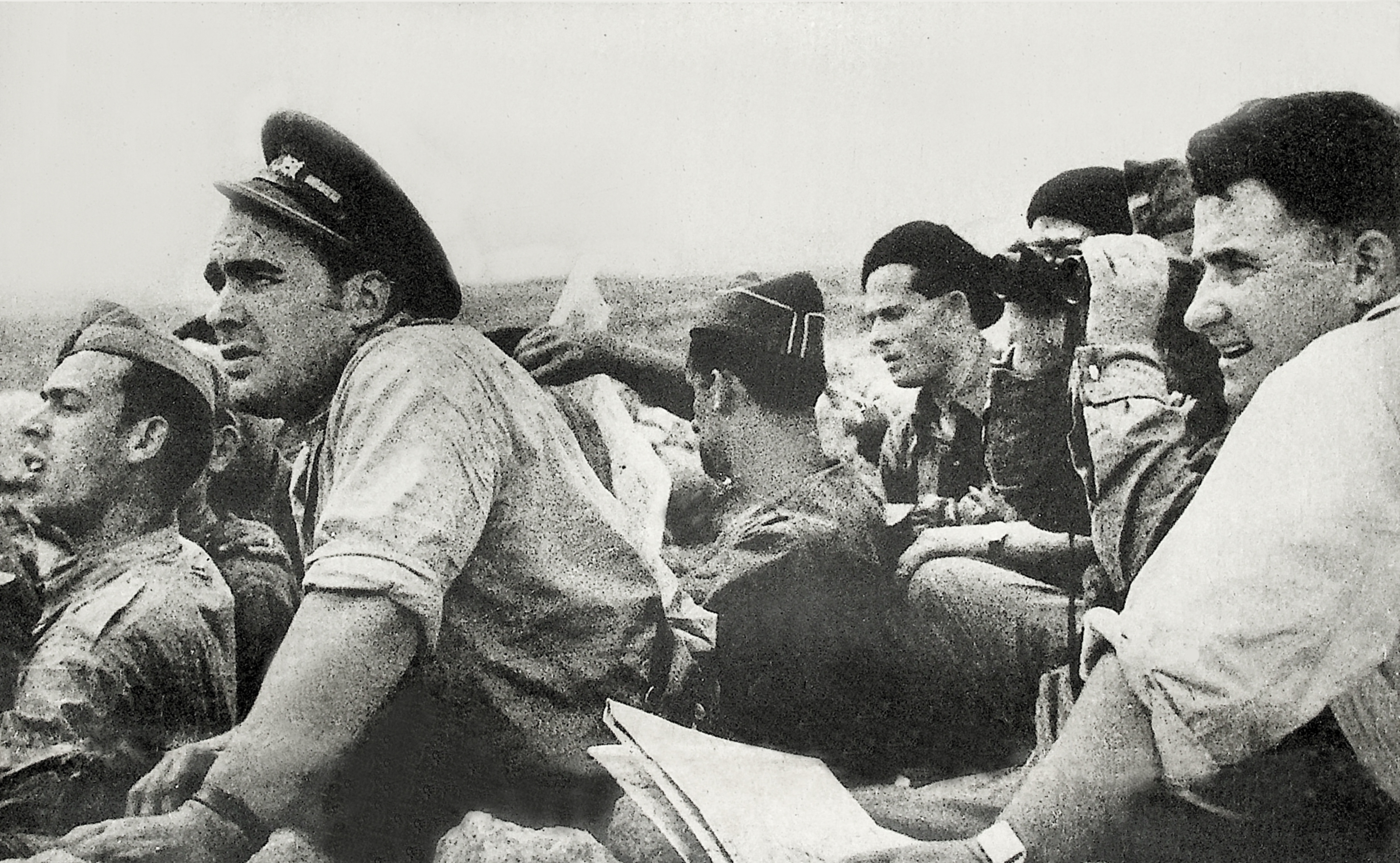
Enrique Líster (con gorra), Santiago Álvarez (a la derecha) y otros miembros del Estado Mayor de la 11.ª División durante la Batalla de Brunete (Madrid)

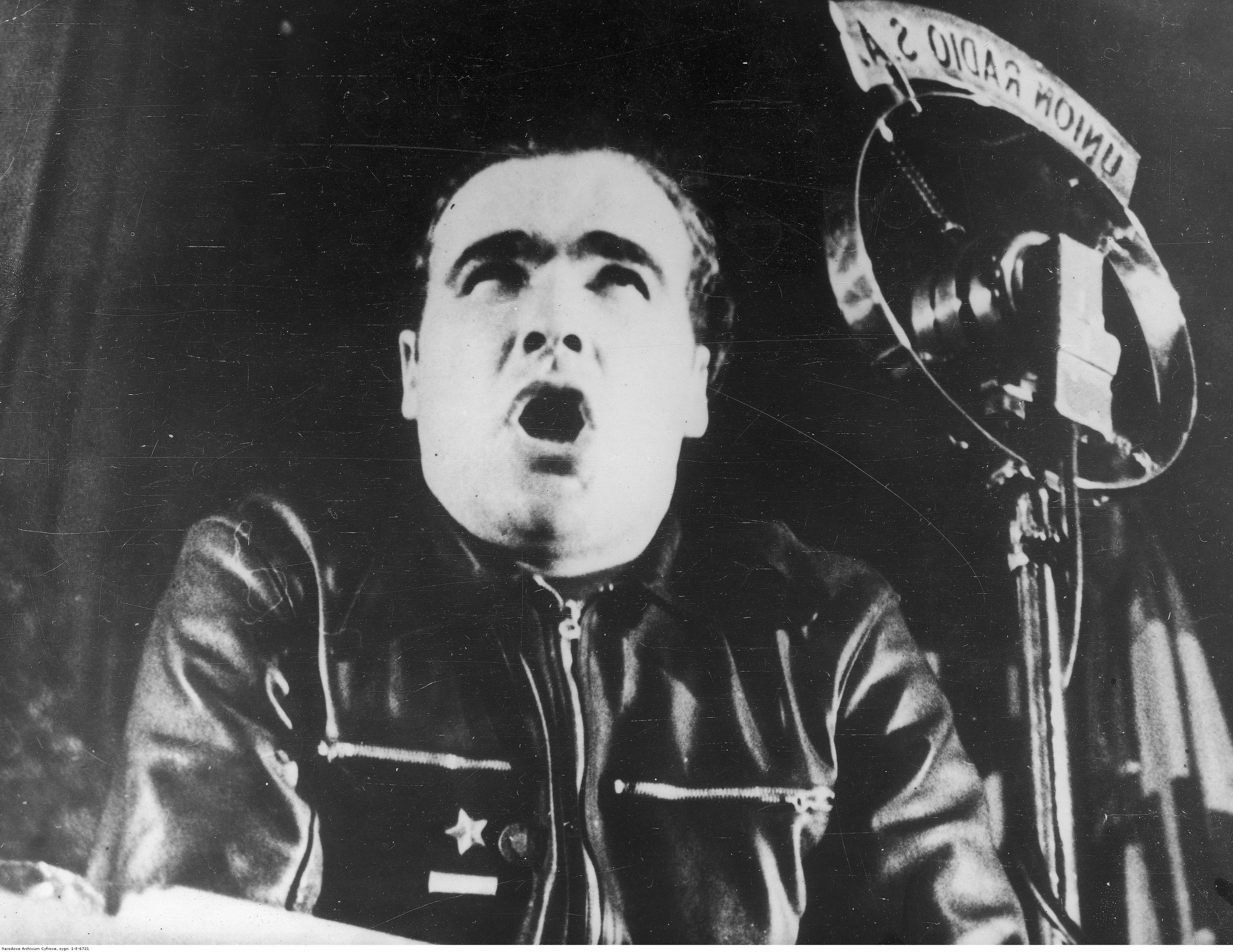
Enrique Líster hablando ante los micrófonos de Unión Radio c. 1937

Adquirió verdadera notoriedad al ser encargado de la defensa de un sector de la ciudad durante la batalla de Madrid, al mando de la 1.ª Brigada Mixta del EPR. Fue posteriormente el responsable de la 11.ª División, convirtiéndola en la más selecta unidad republicana, encargada de soportar los peores combates en las batallas de Guadalajara, Brunete, Belchite y Teruel. Las Brigadas bajo su mando constituían normalmente un batallón especial, entrenado para operaciones especiales en las líneas cercanas al frente y que ayudase en las operaciones de ruptura o defensa a ultranza para las que era requerido habitualmente. El avance nocturno en Brunete,  que permitió ocupar la población y capturar al Estado Mayor enemigo en la zona, o la ruptura por sorpresa en Teruel, fueron dirigidos por Líster. Posteriormente se cuestionó el afán de Líster (así como el de otro líder militar de la República, Juan Modesto) de detener por completo el avance de las tropas republicanas para eliminar pequeños focos de resistencia, dando tiempo a las tropas sublevadas de reforzar sus defensas y rechazar exitosamente los ataques republicanos, como sucedió en Belchite.
En el Ejército Popular el mando de grandes unidades no estaba limitado por el grado, de forma que un Mayor podía hacerse cargo en un momento determinado del mando de una división o incluso de un Cuerpo de Ejército; así, Líster dirigió la 11.ª División y posteriormente actuó como jefe del V Cuerpo de Ejército.
En 1937, las autoridades republicanas ordenaron que se disolviera el Consejo Regional de Defensa de Aragón (entidad que controlaba gran parte del Aragón no ocupado por los franquistas y que estaba organizada de forma autónoma por los anarcosindicalistas de la CNT y otras fuerzas afines), acusado de entorpecer el esfuerzo de guerra y para sofocar una forma de poder dual revolucionario de los anarquistas que impedía al gobierno de Francisco Largo Caballero ejercer su autoridad y la ley en la zona. El Ministro de Defensa Nacional, el socialista Indalecio Prieto, ordenó personalmente a Líster proceder a la disolución del Consejo Regional de Defensa de Aragón, generando conflictos serios con las milicias y concluyendo con varios encarcelamientos y fusilamientos. Tras los Sucesos de mayo de 1937 en Cataluña y la disolución del Consejo Regional de Defensa de Aragón, algunas colectivizaciones voluntarias se mantuvieron, con el objetivo de no disminuir la producción y no provocar recelos en el sector de la población que apoyaba dichas colectivizaciones. Aun así, desde entonces para el movimiento anarquista Líster pasó a la Historia como sinónimo de la represión que ejerció el comunismo contra el anarquismo.
En 1938, tras la batalla de Teruel y la posterior ofensiva de Aragón, Líster fue uno de los oficiales encargados de contener el empuje enemigo, que amenazaba con cortar la zona republicana en dos sectores, pero sin éxito. En julio del mismo año, el reorganizado EPR en Cataluña emprende una ofensiva en el recodo del río Ebro (véase Batalla del Ebro) con sus fuerzas de choque, el Ejército del Ebro al mando del general de brigada Juan Modesto, rearmado con los recursos y pertrechos que Francia había dejado cruzar la frontera en los días de la crisis checa. Líster recibe el mando del V Cuerpo de Ejército (Divisiones 11.ª, 45.ª y 46.ª), encargándose del sector sur (Sierra de Pàndols y hasta Pinell de Bray) resistiendo con éxito durante dos meses el peso de los ataques franquistas. Finalmente, en octubre de 1938, tras sufrir graves pérdidas humanas y de material, las tropas del Ejército del Ebro se retiraron organizadamente.
Ante la imposibilidad de reponer sus pérdidas militares, ni materiales ni humanas, y con la batalla diplomática perdida por la política franco-británica de apaciguamiento ante el nazismo y el fascismo, la República sufre la ofensiva de Cataluña por parte del grueso del Ejército franquista junto a sus aliados italianos y alemanes. El V Cuerpo del Ejército Popular forma parte de la defensa, pero sin poder impedir la ruptura del frente; esta unidad militar termina cubriendo la retirada del grueso de las fuerzas y la población civil, que tras la caída de Barcelona inunda las carreteras catalanas camino de Francia.
Por los excepcionales servicios prestados, el mayor Líster es ascendido a teniente coronel y regresa del frente con otros mandos militares y políticos del PCE. Una vez en Valencia, queda a las órdenes del gobierno presidido por Juan Negrín, quien se encuentra con numerosos obstáculos a su política de resistencia a ultranza. El golpe militar del coronel Segismundo Casado a principios de marzo de 1939 impide finalmente mantener la lucha y la derrota militar de la República es ya irreversible. Salió de Elda en un avión. Líster, junto con otros cuadros militares y políticos del PCE, logra marchar al exilio junto a muchos miembros del gabinete de Negrín y escapa de la represión franquista, estableciéndose en la URSS.

### Segunda Guerra Mundial y exilio
Exiliado en la URSS, y tras un nuevo periodo en la Escuela Militar, participó en las discusiones y tensiones sufridas por el PCE en ese periodo, como resultado del adverso resultado en la guerra de España y los cuestionamientos de Stalin a algunos líderes comunistas españoles. Al formar parte del núcleo de militantes comunistas que habían sido militares de alta graduación, se le apartó del bloque de líderes políticos. Durante la Segunda Guerra Mundial, luchó en las filas del Ejército Rojo bajo el nombre de Eduard Eduardovich Lisitsin, participó en el levantamiento del bloqueo de Leningrado en enero de 1944 (véase ofensiva de Leningrado-Nóvgorod). El 22 de febrero de 1944 se le concedió el grado de mayor general del Ejército Rojo.
Después de 1946 vivió en Yugoslavia. El único hombre del siglo XX que fue general de tres ejércitos de la URSS, de Polonia y de Yugoslavia.
Siguió formando parte durante más de dos décadas de la dirección del PCE, destacando muy pronto por su actitud crítica hacia la nueva dirección del Partido elegida en el VI Congreso, celebrado en Praga a finales de diciembre de 1959. Las divergencias al respecto con Santiago Carrillo, nuevo secretario general del PCE y partidario de la penetración en sindicatos verticales de la España franquista, llegaron a ser muy fuertes. Instalado en Francia tras la Segunda Guerra Mundial, Líster llevó a cabo algunas tareas de organización y encuadramiento de los guerrilleros españoles que continuaron la lucha contra la dictadura franquista entre 1945 y 1946, pero su peso político en el interior del PCE disminuyó ante la consolidación de la línea carrillista llamada de Reconciliación Nacional. 
Al producirse en 1968 la intervención soviética en Checoslovaquia, donde residía con su familia circunstancialmente, Líster fue testigo de la Primavera de Praga y consideró un error la intervención soviética porque desautorizaba ante la población a los comunistas que se mantuvieran en posiciones ortodoxas. No obstante esta posición, se opuso enérgicamente a que Carrillo empleara como excusa las divergencias ante la intervención soviética para purgar a los comunistas de línea dura. La crisis abierta en el seno del PCE inició el camino para la escisión que llevó a Líster a la fundación del Partido Comunista Obrero Español (PCOE) en 1973, denunciando la liquidación del proyecto comunista a manos del sector eurocomunista.

### Vuelta a España
En 1977 regresó del exilio tras habérsele entregado su pasaporte, coincidiendo con la legalización del PCOE. 
Tras la expulsión de Santiago Carrillo del PCE en 1986, Líster anunció la reintegración y disolución del PCOE en el PCE, en un Congreso Extraordinario que se celebró finalmente los días 18, 19 y 20 de abril, y en el que estaban representados 10 000 militantes de la organización. Algunos miembros de la dirección del PCOE se opusieron a la integración, actitud que Líster calificó como de «cuatro chapuceros que no comprenden una palabra del momento que vivimos».
Finalmente, Líster murió en Madrid el 8 de diciembre de 1994, en los días en que Izquierda Unida (IU) celebraba en Madrid su IV Asamblea, y sus restos fueron llevados con honores al Cementerio civil de Madrid.

## Obras
Sus experiencias en la Guerra Civil y su trayectoria personal y política se recogen en sus libros:
- Lister, Enrique (2013). Nuestra Guerra - memorias de un luchador. Guadalajara: Ediciones Silente. ISBN 9788495820990.
- Líster, Enrique (1978).  G. del Toro, ed. BASTA!. Una aportación a la lucha por la recuperación del Partido. Madrid.
- Líster, Enrique (1983). Así destruyó Carrillo el P.C.E. Editorial Planeta. ISBN 9788432043017.